# Eddy Lievens
Pour les articles homonymes, voir Lievens.
Eddy Lievens, né le 3 mai 1945 à Geel, est un joueur de football belge qui évoluait comme milieu de terrain. Il commence sa carrière en 1962 et prend sa retraite en 1981, ayant évolué dans plusieurs clubs belges au cours de celle-ci.

## Carrière
Eddy Lievens s'affilie au Sint-Dymphna Zammel, le club d'un quartier de sa ville natale. En 1962, il rejoint Diest, qui évolue alors en première division. Il participe à la finale de la Coupe de Belgique 1964 contre La Gantoise, pendant laquelle il marque les deux buts de son équipe. Mais Diest s'incline à la prolongation. Il joue parmi l'élite jusqu'en 1965, quand Diest termine dernier et est relégué en deuxième division. Il reste un an au niveau inférieur avant d'être recruté par Saint-Trond, qui compte alors dans ses rangs des joueurs comme Odilon Polleunis ou Eddy Koens. Il passe cinq saisons dans le Limbourg, avec comme point d'orgue une nouvelle finale de Coupe de Belgique en 1971. Saint-Trond s'incline 2-1 face au Beerschot, avec le but trudonnaire inscrit par Lievens.
Après plusieurs bonnes saisons et la finale de Coupe, il est transféré par Anderlecht, un club du top belge. Il joue assez peu pendant les deux saisons qu'il passe là-bas, mais il réalise néanmoins le doublé championnat-Coupe en 1972, assorti d'une seconde Coupe la saison suivante. En 1973, le club le vend au Lierse, où il devient un joueur important en milieu de terrain. Le club, qui aligne des joueurs comme Willy Wellens, Dimitri Davidovic ou le tout jeune Jan Ceulemans, joue pour son maintien en première division, qu'il ne doit qu'à l'élargissement de celle-ci à 20 clubs pour la saison 1974-1975.
En 1975, il rejoint l'AS Ostende, où il connaît une nouvelle relégation à la fin de la saison 1976-1977. C'est la dernière fois qu'Eddy Lievens joue en première division. Il reste à Ostende une saison en deuxième division, puis rejoint le « nouveau » Lyra en 1978, et joue deux saisons en première provinciale anversoise. En 1980, il signe à Geel, en Promotion, où il joue encore une saison avant de mettre un terme définitif à sa carrière.

### Palmarès
- 1 fois champion de Belgique en 1972 avec Anderlecht.
- 2 fois vainqueur de la Coupe de Belgique en 1972 et 1973 avec Anderlecht[notes 1].
  - Finaliste de la Coupe de Belgique en 1964 avec Diest.

- - Finaliste de la Coupe de Belgique en 1971 avec Saint-Trond.